# Destiny (Star Trek: Deep Space Nine)
"Destiny" és el quinzè episodi de la tercera temporada de la sèrie de televisió de ciència-ficció estatunidenca Star Trek: Deep Space Nine, el 61è de tota la sèrie. Originalment es van emetre en redifusió a partir del 13 de febrer de 1995.
La història va ser escrita per David Steve Cohen i Martin A. Winer, mentre que l'episodi va ser dirigit per Les Landau i la banda sonora va ser creada per  Dennis McCarthy.
Ambientada al segle XXIV, la sèrie segueix les aventures a Espai Profund 9, una estació espacial situada prop d'un forat de cuc estable entre els Quadrants Alfa i Gamma de la Via Làctia, prop del planeta Bajor, mentre els bajorans es recuperen d'una brutal ocupació de dècades pels imperialistes cardassians. En aquest episodi, una col·laboració entre la Federació Unida de Planetes i Cardassia per establir un relé de comunicacions a l'altre costat del forat de cuc es complica per una antiga profecia bajorana de fatalitat.

## Argument
Un equip de científics cardassians arriba a "Espai Profund 9" per ajudar a construir un relé que permetrà la comunicació a través del forat de cuc bajorà. Un sacerdot bajorà, Vedek Yarka, diu al comandant humà de l'estació Benjamin Sisko que una antiga profecia prediu que aquest projecte destruirà el forat de cuc: "tres vibres" (els cardassians) faran que les "portes del temple" (el forat de cuc) s'obrin i es cremin. Yarka és tractat amb escepticisme, sobretot quan s'assabenta que només s'esperen dos científics cardassians (Ulani i Gilora), no tres. Quan arriben, però, expliquen que un tercer científic arribarà més tard. Aquesta informació fa que la Major Kira, la devota segona al comandament bajorana de Sisko, comenci a creure la profecia. Yarka confronta Kira sobre la seva fe i el seu deure d'ajudar Sisko, a qui els bajorans creuen que és l'Emissari dels Profetes.
Quan arriba la tercera científica, Dejar, és rebuda fredament per Ulani i Gilora. Mentre el Cap O'Brien i Gilora treballen a l'estació (cosa complicada pel fet que Gilora malinterpreta l'hostilitat d'O'Brien cap a ella com una obertura romàntica), Sisko porta Ulani i Dejar a través del forat de cuc a l'Defiant per configurar el relé. Descobreixen un cometa, que Kira creu que és l'"espasa de les estrelles" esmentada a la profecia. Ella discuteix la profecia amb Sisko, però ell tria el seu paper d'oficial de la Flota Estel·lar per sobre del d'Emissari.
Es desplega el relé i comença la prova. Una ona portadora particular fa que el cometa canviï de rumb i es dirigeixi cap al forat de cuc. Si el cometa entra al forat de cuc, una substància del seu nucli, el silithium, farà que el forat de cuc sigui destruït. O'Brien proposa modificar els fasers dels "Defiant" per poder vaporitzar el cometa. Sisko, tot i començar a creure en la profecia, segueix endavant amb el pla.
En comptes de vaporitzar-lo, els fasers disparen una ràfega estàndard que trenca el cometa en tres fragments; les modificacions d'O'Brien mai van arribar a funcionar. Gilora acusa Dejar de sabotejar els fasers, cosa que resulta ser certa: Dejar va ser enviat per l'agència d'intel·ligència dels cardassians, l'Orde d'Obsidiana (que s'oposa a la col·laboració entre Cardassia i Bajor), per sabotejar la missió. Per evitar que el silithi destrueixi el forat de cuc, Sisko i Kira guien els fragments amb una llançadora. Tot i això, part del silithi es filtra i reacciona amb el forat de cuc; la reacció permet establir l'enllaç de comunicacions. Kira i Sisko s'adonen que la profecia s'ha fet realitat: les tres vibries eren els fragments del cometa, i el silithium va encendre el forat de cuc, "obrint les portes del temple" per permetre la comunicació a través d'ells.

## Actors convidats
- Tracy Scoggins - Gilora
- Wendy Robie - Ulani
- Erick Avari - Vedek Yarka
- Jessica Hendra - Dejar

## Producció
El concepte de l'episodi va ser proposat per David S. Cohen i Martin A. Winer. La idea original implicava que la Flota Estel·lar se sentís incòmoda amb el fet que els bajorans veiessin Sisko com una figura religiosa i decidís que havia de ser rellevat del seu càrrec. Una profecia els dóna l'oportunitat de demostrar que Sisko no és l'Emissari, però tot el que fa només serveix per complir la profecia.
Tracy Scoggins interpreta la científica cardassiana Gilora. Scoggins s'ho va passar tan bé fent aquest episodi que, durant les pauses del rodatge, va començar a passejar pels aparadors de la Paramount amb maquillatge complet aprofitant l'oportunitat per espantar els escolars als autobusos, fins al punt que la seguretat va trucar al plató de "DS9" i els va demanar que "fessin alguna cosa per mantenir els seus extraterrestres allà continguts?". Scoggins més tard es va fer més coneguda pel seu paper com a capitana Elizabeth Lochley a Babylon 5.
Erick Avari interpreta Vedek Yarka, que havia aparegut anteriorment a l'episodi de Star Trek: La nova generació "Unificació". Més tard es va fer conegut pel seu paper a la pel·lícula Stargate i a la sèrie de televisió sèrie. Avari va destacar les llargues jornades de treball i la seva tendència a riure quan estava cansat, però va dir que s'ho passava tan bé rient amb la maquilladora Nina Kraft que era capaç de mantenir la cara seriosa quan arribava el moment de pronunciar les seves profecies de pessimisme.

## Recepció
Zack Handlen de The A.V. Club es va mostrar escèptic sobre l'episodi i va dir: "La profecia és una manera pèssima de contar una història", però optimista que la sèrie "trobés algunes coses interessants a dir sobre tot això". Està content que l'episodi no fos massa dramàtic, però el va trobar "curiosament poc en joc" i mancat de suspens. Tor.com li va donar un cinc sobre deu.

## Llançaments
Aquest episodi es va publicar a LaserDisc al Japó el 2 d'octubre de 1998, a la col·lecció de mitja temporada 3rd Season Vol. 2. El conjunt incloïa episodis des de "Destiny" fins a "The Adversary" en discs òptics de doble cara de 12 polzades; La caixa recopilatòria tenia una durada total de 552 minuts i incloïa pistes d'àudio en anglès i japonès.